# Валентиновка (Одесская область)
Валентиновка (укр. Валентинівка) — село, относится к Ширяевскому району Одесской области Украины.
Население по переписи 2001 года составляло 369 человек. Почтовый индекс — 66823. Телефонный код — 4858. Занимает площадь 1,22 км². Код КОАТУУ — 5125485902.

## Местный совет
66822, Одесская обл., Ширяевский р-н, с. Чегодаровка, ул. Комсомольская, 1